# Liste der Bodendenkmale in Meppen
In der Liste der Bodendenkmale in Meppen sind die Bodendenkmale der niedersächsischen Gemeinde Meppen aufgeführt. Die Quelle ist der Denkmalatlas Niedersachsen.
- Bitte beachten Sie, dass diese Liste keinen Anspruch auf Vollständigkeit erhebt.
- Die Angaben ersetzen nicht die rechtsverbindliche Auskunft der zuständigen Denkmalschutzbehörde.
- Es sind nur Daten aus dem Denkmalatlas verarbeitet.
- Der Stand der Liste ist der 28. März 2025.

Meppen im Landkreis Emsland

## Allgemein
In den Spalten finden sich folgende Informationen des Bodendenkmales:
| Lage         | geographische Koordinaten                                                           |
| Bezeichnung  | Bezeichnung lt. Denkmalatlas                                                        |
| Beschreibung | Beschreibung lt. Denkmalatlas                                                       |
| ID           | Objekt-ID                                                                           |
| Bild         | Bild, ggf. zusätzlich mit Link zu weiteren Fotos im Medienarchiv Wikimedia Commons. |

## Apeldorn
| Lage                        | Bezeichnung               | Beschreibung | ID       | Bild           |
| --------------------------- | ------------------------- | --- | -------- | -------------- |
| 52° 44′ 5″ N, 7° 23′ 40″ O  | Apeldorn 1, Großsteingrab | Das Großsteingrab ist mit einer Gesamtlänge von ca. 5 m und einer Breite von ca. 2 m ein vergleichsweise kleiner Vertreter der reichen Megalithkultur des Emslandes. Ursprünglich bestand das Grab aus drei Jochen, von denen nur noch der westliche und östliche Teil mit jeweils einem Deckstein überliefert ist. Die beiden Steine, die noch an der südlichen Längsseite zu sehen sind, können als Überreste des Einganges gedeutet werden. (Quellen: Lauer 2000, Bußmann 2017). | 28962194 | Weitere Bilder |
| 52° 41′ 24″ N, 7° 20′ 24″ O | Apeldorn 37, Grabhügel    | | 28962201 | BW             |
| 52° 41′ 24″ N, 7° 20′ 25″ O | Apeldorn 38, Grabhügel    | | 28962202 | BW             |
| 52° 41′ 23″ N, 7° 20′ 24″ O | Apeldorn 39, Grabhügel    | | 28962203 | BW             |
| 52° 41′ 22″ N, 7° 20′ 23″ O | Apeldorn 40, Grabhügel    | Durchmesser ca. 20 m und Höhe ca. 1,8 m. Groß, gut erhalten. | 28962204 | BW             |
| 52° 41′ 22″ N, 7° 20′ 24″ O | Apeldorn 41, Grabhügel    | | 28962205 | BW             |
| 52° 41′ 22″ N, 7° 20′ 24″ O | Apeldorn 42, Grabhügel    | Durchmesser ca. 9 m und Höhe ca. 0,3 m. Noch relativ gut zu erkennen. | 28962206 | BW             |
| 52° 41′ 21″ N, 7° 20′ 24″ O | Apeldorn 43, Grabhügel    | | 28962207 | BW             |
| 52° 41′ 21″ N, 7° 20′ 24″ O | Apeldorn 44, Grabhügel    | | 28962208 | BW             |
| 52° 41′ 11″ N, 7° 20′ 9″ O  | Apeldorn 55, Wekenborg    | Annähernd quadratisches Plateau, das im Westen, Süden und Osten von natürlichen Steilhängen geschützt ist. Im Westen, Norden und im Nordosten riegeln ein Befestigungswall mit vorgelagerter Berme und Außengraben die Innenfläche ab. Maße der Innenfläche: L.änge (O-W) 300 – 325 m; Breite (N-S) ca. 260 – 320 m; Fläche ca. 9 ha. | 28962195 |                |

### Apeldorn 3
- ID:28962193
- Grabhügelfeld.

| Lage                        | Bezeichnung | Beschreibung | ID       | Bild |
| --------------------------- | ----------- | --- | -------- | ---- |
| 52° 45′ 14″ N, 7° 24′ 32″ O | Apeldorn 3  | Durchmesser ca. 17,8 m und Höhe ca. 1,5 m. Rund, Gipfelmulde, Eingrabung am Südfuß. Äußerlich gut erhalten.                              | 28962064 | BW   |
| 52° 45′ 14″ N, 7° 24′ 33″ O | Apeldorn 4  | Durchmesser ca. 16,5 m und Höhe ca. 1,45 m. Rund. Tiergänge. Äußerlich gut erhalten.                                                     | 28962197 | BW   |
| 52° 45′ 14″ N, 7° 24′ 35″ O | Apeldorn 5  | Durchmesser ca. 17,2 m und Höhe ca. 1,25 m. Fast rund. Hügelfuß an Ostseite durch Pflug beschädigt. Gipfelmulde. Äußerlich gut erhalten. | 28962196 | BW   |
| 52° 45′ 13″ N, 7° 24′ 34″ O | Apeldorn 6  | Durchmesser ca. 9 m und Höhe ca. 0,2 m. Fast rund.                                                                                       | 28962198 | BW   |

## Hüntel
| Lage                        | Bezeichnung         | Beschreibung                                                               | ID       | Bild |
| --------------------------- | ------------------- | -------------------------------------------------------------------------- | -------- | ---- |
| 52° 45′ 31″ N, 7° 17′ 27″ O | Hüntel 1, Grabhügel | Durchmesser ca. 12 m und Höhe ca. 0,8 m. Fast rund und flache Gipfelmulde. | 28962210 | BW   |
| 52° 45′ 32″ N, 7° 17′ 29″ O | Hüntel 2, Grabhügel | Durchmesser ca. 17 m und Höhe ca. 0,9 m. Fast rund.                        | 28962304 | BW   |

## Meppen
| Lage                        | Bezeichnung                 | Beschreibung | ID       | Bild |
| --------------------------- | --------------------------- | --- | -------- | ---- |
| 52° 41′ 14″ N, 7° 20′ 19″ O | Meppen 17                   | | 28962305 | BW   |
| 52° 41′ 18″ N, 7° 20′ 24″ O | Meppen 18                   | Maße der einzelnen Äcker ca. 25 × 25 m. Gesamtfläche ca. 270 × 110 m. 1878 waren die Ackereinfassungen offensichtlich noch gut erhalten. Heute sind keine obertägigen Reste erhalten. Die Westhälfte der Wekenborginnenfläche ist zum Teil beackert. | 28962306 | BW   |
| 52° 41′ 39″ N, 7° 17′ 30″ O | Meppen 47, Stadtbefestigung | Alte Stadtbefestigung mit überwiegend gut erhaltenem Wall. Seit 2013 saniert die Stadt Meppen die Wallanlage, insbesondere den barocken Vorwall der jüngsten Ausbauphase der Festung Meppen mit folgender Deicherhöhung und Promenade des 19. Jh. Dabei wurde auch die Wallscharte im Straßenzug Nagelshof neu gestaltet. Das Baufeld lag im Bereich des ehemaligen Vorwalldurchbruches im Verlauf der damaligen Straße zum Neuen Tor. Die Bauplanung sah vor, dass die bestehenden Abschlussmauern der Wallwangen einschließlich der Mauerschlitze der Hochwassersperre abgebaut und die Wallkörper beiderseits der Straße um ca. 1,5 m rückverlegt werden. Die Projektion der jüngsten Pläne der Festung (1760/61) auf die Neuvermessung der Wallanlage ließ erwarten, dass die nördliche Wallwange im Bereich des historischen Straßenraumes lag. An der Südseite der Straße war dagegen mit teilweise erhaltenen Bereichen des barocken Wallkörpers zu rechnen, vielleicht auch mit baulichen Strukturen im Zusammenhang mit dem Tordurchbruch. - Teilstück ID: 38196724 - Teilstück ID: 38196796 - Teilstück ID: 38196838 | 38190967 | BW   |